# Centrorhynchus horridus
Centrorhynchus horridus är en hakmaskart som först beskrevs av Otto Friedrich Bernhard von Linstow 1897.  Centrorhynchus horridus ingår i släktet Centrorhynchus och familjen Centrorhynchidae. Inga underarter finns listade i Catalogue of Life.